# Tan Jinzhuang
Tan Jinzhuang, född den 27 januari 2003, är en kinesisk landhockeyspelare.

## Karriär
Tan Jinzhuang ingick i det kinesiska lag som spelade landhockey vid OS 2024 och som tog silver.